# Moselbrücke Minheim
Die Moselbrücke Minheim ist eine Straßenbrücke der Kreisstraße 53 über die Mosel in der Ortsgemeinde Minheim, Rheinland-Pfalz.

## Beschreibung
Die Brücke überspannt den Minheimer Moselbogen westlich des Ortes am Flusskilometer 144,904 und stellt eine Straßenverbindung von und nach Piesport zum Ortsteil Reinsport her. Sie wurde 1979 zusammen mit einer ca. 1,5 km langen Umgehungsstraße gebaut, die das Dorf südlich umrundet.
Sie ersetzte die Fährverbindung, die das Dorf seit 1910 mit der Straße am anderen Moselufer verbunden hatte, wo sich damals, unterhalb des Minheimer Kreuzes der Bahnhof Minheim der Moseltalbahn befand. Die freifahrende Motorfähre „St. Nikolaus“, die dort seit 1964 in Betrieb war, wurde mit der Einweihung der Brücke am 21. September 1979 außer Dienst gestellt. Der Fährkopf bei km 143,922 blieb als Ersatzübergangsstelle mit einer Sportbootanlegestelle bestehen.
Die Konstruktion ist eine dreifeldrige, gevoutete Hohlkastenbrücke mit einer Gesamtlänge von 310 m, mit Pfeilern und Widerlagern aus Stahlbeton und dem Fahrbahnträger aus Spannbeton. Sie wurde als Brückensperre der K53 mit mindestens 2 Sprengkammern ausgerüstet. Die Bauausführung erfolgte durch die Ingenieure Peter Bonatz und H. Rinne und die Firma Wayss & Freytag. Die Brückendurchfahrtshöhe beträgt 6,00 m über HSW.

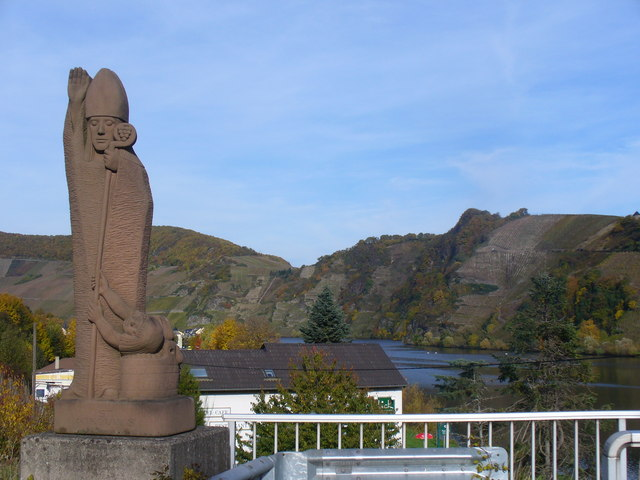
Brückenheiliger Nikolaus auf der Piesporter Seite. Moselloreley im Hintergrund.

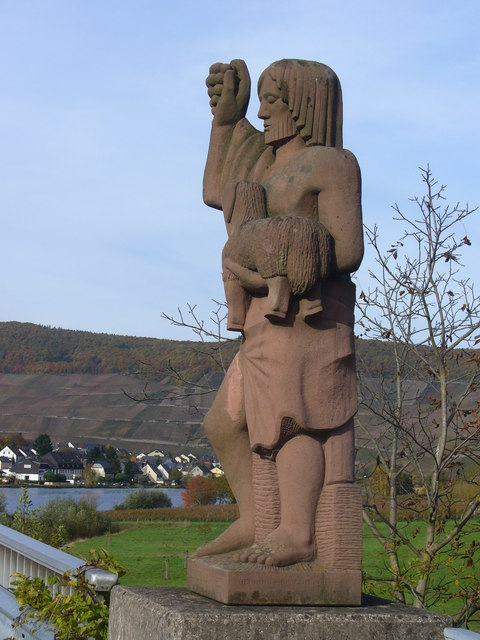
Brückenheiliger Johannes, Minheimer Seite. Ortsteil Reinsport im Hintergrund.

1980 wurden zwei Brückenheilige aufgestellt. Rechts der Mosel, auf der Piesporter Seite, eine Sandsteinstatue des Hl. Nikolaus, Schutzpatron der Binnenschiffer und Kirchenpatron der Nikolauskapelle Reinsport, der von der Einfahrt zur Brücke aus mit Blick auf die vorbeiführende B53 und eine nahe Bushaltestelle scheinbar Fahrer und Passanten mit segnender Hand grüßt.
Links der Mosel, auf der Minheimer Seite, eine Sandsteinstatue des Hl. Johannes, des Patrons der Minheimer Pfarrkirche, der an der Einmündung des Radwegs auf die Brückenrampe mit Blick zur Fahrbahnmitte steht. Auf seinem linken Arm trägt er als Attribut des Johannes des Täufers ein Lamm. In der erhobenen Rechten hält er untypischerweise eine Weintraube.